# Jóannes Bjartalíð
Jóannes Bjartalíð (Klaksvík, 10 de julio de 1996) es un futbolista feroés que juega en la demarcación de centrocampista para el Fredrikstad FK de la Eliteserien.

## Selección nacional
Tras jugar en varias categorías inferiores de la selección, finalmente hizo su debut con la selección de fútbol de Islas Feroe en un partido de la Liga de Naciones de la UEFA 2022-23 contra Suecia que finalizó con un resultado de 0-4 tras los goles de Victor Lindelöf, Robin Quaison y un doblete de Alexander Isak.

### Goles internacionales
| # | Fecha                   | Estadio                                                 | Oponente | Gol | Resultado | Competición                         |
| - | ----------------------- | ------------------------------------------------------- | -------- | --- | --------- | ----------------------------------- |
| 1 | 17 de noviembre de 2010 | Estadio de Luxemburgo, Ciudad de Luxemburgo, Luxemburgo | Islandia | 2-1 | 2–2       | Liga de Naciones de la UEFA 2022-23 |
| 2 | 17 de noviembre de 2010 | Estadio de Luxemburgo, Ciudad de Luxemburgo, Luxemburgo | Islandia | 2-2 | 2–2       | Liga de Naciones de la UEFA 2022-23 |
| 3 | 10 de octubre de 2024   | Tórsvøllur, Tórshavn, Islas Feroe                       | Armenia  | 2-1 | 2-2       | Liga de Naciones de la UEFA 2024-25 |

## Clubes
| Club                     | País        | Año       | Partidos | Goles |
| ------------------------ | ----------- | --------- | -------- | ----- |
| Klaksvíkar Ítróttarfelag | Islas Feroe | 2016-2023 | 257      | 120   |
| Fredrikstad FK           | Noruega     | 2023-     | 44       | 13    |

## Palmarés

### Títulos nacionales
| Título          | Club           | País    | Año  |
| --------------- | -------------- | ------- | ---- |
| Copa de Noruega | Fredrikstad FK | Noruega | 2024 |